# 友原章典
友原章典（ともはら あきのり、1969年- ）は、日本の経済学者、青山学院大学教授。

## 人物・来歴
東京都生まれ。早稲田大学政治経済学部卒業、ジョンズ・ホプキンス大学大学院経済学研究科博士後期課程修了 Ph.D.。世界銀行や米州開発銀行にてコンサルタントを経験。2002年ニューヨーク市立大学クイーンズ校経済学部助教授、2006年北九州市立大学経済学部助教授、2007年准教授。2007～2008年ピッツバーグ大学客員助教授、2008～2009年カリフォルニア大学ロサンジェルス校(UCLA)経営大学院アンダーソンフォーキャスト研究所エコノミスト。2009年青山学院大学国際政治経済学部准教授をへて、2011年教授。経済学をもとにした「幸福学」を提唱。

## 著書
- 『国際経済学へのいざない これからの貿易と国際競争力・所得格差・観光・移民を考える』日本評論社, 2010
- 『幸福の経済学』創成社, 2013
- 『新しい国際経済学 理論と実証から学ぶ』ミネルヴァ書房, 2018
- 『実践幸福学　科学はいかに「幸せ」を証明するか』NHK出版新書 2020
- 『移民の経済学 雇用、経済成長から治安まで、日本は変わるか』中公新書, 2020
- 『データリテラシー入門 : 日本の課題を読み解くスキル』岩波ジュニア新書, 2024

共編著
- 『トピックスで学ぶ経済学』内田達也共編著. 中央経済社, 2011

## 論文
- <友原章典